# Flyboard Air
Das Flyboard Air ist ein Fluggerät des französischen Herstellers Zapata Racing nach dem Namen des Erfinders Franky Zapata, der bereits das Flyboard entwickelt hat.

## Geschichte
Franky Zapata stellte am 30. April 2016 vor der Küste von Sausset-les-Pins in der Provence einen Guinness World Record für den weitesten Flyboard-Flug mit 2252 Metern auf. Anlässlich der Militärparade zum französischen Nationalfeiertag am 14. Juli 2019 führte Franky Zapata das Flyboard Air mit einem Flug über die Champs-Élysées in Paris vor.
Am 25. Juli 2019 missglückte ein Versuch, den Ärmelkanal zu überqueren; Franky Zapata stürzte ins Wasser und wurde bis auf eine kleine Kratzwunde unverletzt gerettet.
Am 4. August 2019 gelang Zapata ein Flug über den hier etwa 35 km breiten Ärmelkanal in 22 Minuten mit einer Zwischenlandung auf einem Boot zum Auftanken. Bei diesem Flug erreichte er bereits eine Geschwindigkeit von 170 km/h.

## Konstruktion
Das Flyboard Air besteht aus einer kleinen, vierbeinigen Plattform, auf welcher der Pilot in einem etwa schulterbreiten Stand steht und an den Füßen angeschnallt ist. Die Auftriebskraft für das Abheben und den Flug entstammt mehreren Gasturbinen, deren Ausblasrichtung nach unten in einem gewissen Umfang gesteuert werden kann. Durch die Neigung des Flyboards und des darauf stehenden Menschen nach vorn wirkt eine (kleine) Komponente des Gas-Rückstoßes als Vortriebskraft, wodurch – geeignete stabile Balance des Systems gegen Kippen und Steigen/Sinken vorausgesetzt – der Horizontalflug des Gerätes möglich wird.
Der benötigte Treibstoff wird in einem Rucksack des Piloten mitgeführt, der den Piloten ballastiert und ihn damit balancierfähiger macht, ihm jedoch entsprechend hohe Steh- und Tragekraft abverlangt. Balanciert wird aus den etwas abgewinkelten Kniegelenken und der Wirbelsäule heraus. Bei Lateralflug werden Luftwiderstand- und -seitenführungskräfte an Oberkörper und Armen bedeutsam und können zum Ausrichten und Balancieren eingesetzt werden.
Das Flyboard Air, das von einem Gasstrahl aus beschleunigter Luft und Verbrennungabgas gehoben wird, ähnelt in diesem Aspekt scheinbar einem Flyboard, von dem ein Wasserstrahl nach unten spritzt. Es wäre ein Irrtum, wenn man sagte 'Tatsächlich wird ein wassergetriebenes Flyboard (samt Schlauch und Wassersäule) jedoch ganz wesentlich auch von der Umlenk-Reaktionskraft des Wasserflusses im 180°-Krümmer am oberen Ende des von unten kommenden Zuführungsschlauchs gehoben.' Die Hubkraft ist gleich der zeitlichen Änderung der senkrechten Impulskomponente des Wassers, die beim Eintritt gleich null ist.
Indem die Austrittsrichtung des freien Wasserstrahls gegenüber dem Lot gesteuert wird, kann das Flyboard balanciert werden.

## Technische Daten
| Kenngröße             | Daten                           |
| --------------------- | ------------------------------- |
| Besatzung             | 1                               |
| Nutzlast              | 100 kg                          |
| Leermasse             | 20 kg                           |
| Höchstgeschwindigkeit | 140 km/h                        |
| Dienstgipfelhöhe      | 150 m                           |
| Reichweite            | max. 18 km (ohne Nachbetankung) |
| Triebwerke            | Fünf Turbinen-Strahltriebwerke  |

## Nutzungsmöglichkeiten
Auf der Homepage von Zapatas Firma werden Einsatzmöglichkeiten in Militär, Rettungswesen und Industrie als denkbar angegeben.
Zapatas Firma Z-AIR hat bereits eine Subvention von 1,3 Millionen Euro vom französischen Verteidigungsministerium erhalten. Frankreichs Verteidigungsministerin Florence Parly hat eine militärische Nutzung in Betracht gezogen.